# Rhizanthella omissa
Rhizanthella omissa là một loài thực vật có hoa trong họ Lan và được tìm thấy ở Công viên quốc Lamington ở Queensland. Nó là một loại thảo mộc mọc trong rừng phi lao và nở hoa dưới lòng đất. Loài này được D.L.Jones & M.A.Clem. mô tả khoa học đầu tiên năm 2006 trong bài The Orchadian. Loài này được liệt kê là "có nguy cơ tuyệt chủng" theo Chính phủ Queensland Đạo luật Bảo tồn Thiên nhiên 1992.